# Páni ze Švamberka
Páni ze Švamberka (též z Sswamberka, z Sswamberka a z Krasikowa, německy Herren von Schwanberg, též Schwamberg) byli starý český šlechtický rod pocházející ze západních Čech. Prvním genealogicky doloženým předkem tohoto panského rodu je Ratmír ze Skviřína, o němž je nejstarší zmínka z roku 1223, kdy je uveden ve svědečné řadě v listině biskupa Peregrina. Predikát používal podle obce nedaleko Boru a podle hradu Boru a ze Švamberka se začali psát až jeho potomci. Nové poněmčené jméno si zvolili podle labutě v erbovním znamení (Schwann, tj. labuť), a jedná se tak o mluvící znamení. Od 13. století patřili Švamberkové k významným západočeským rodům a od druhé poloviny 14. století mezi přední představitele českého panstva.

## Majetek po Rožmbercích

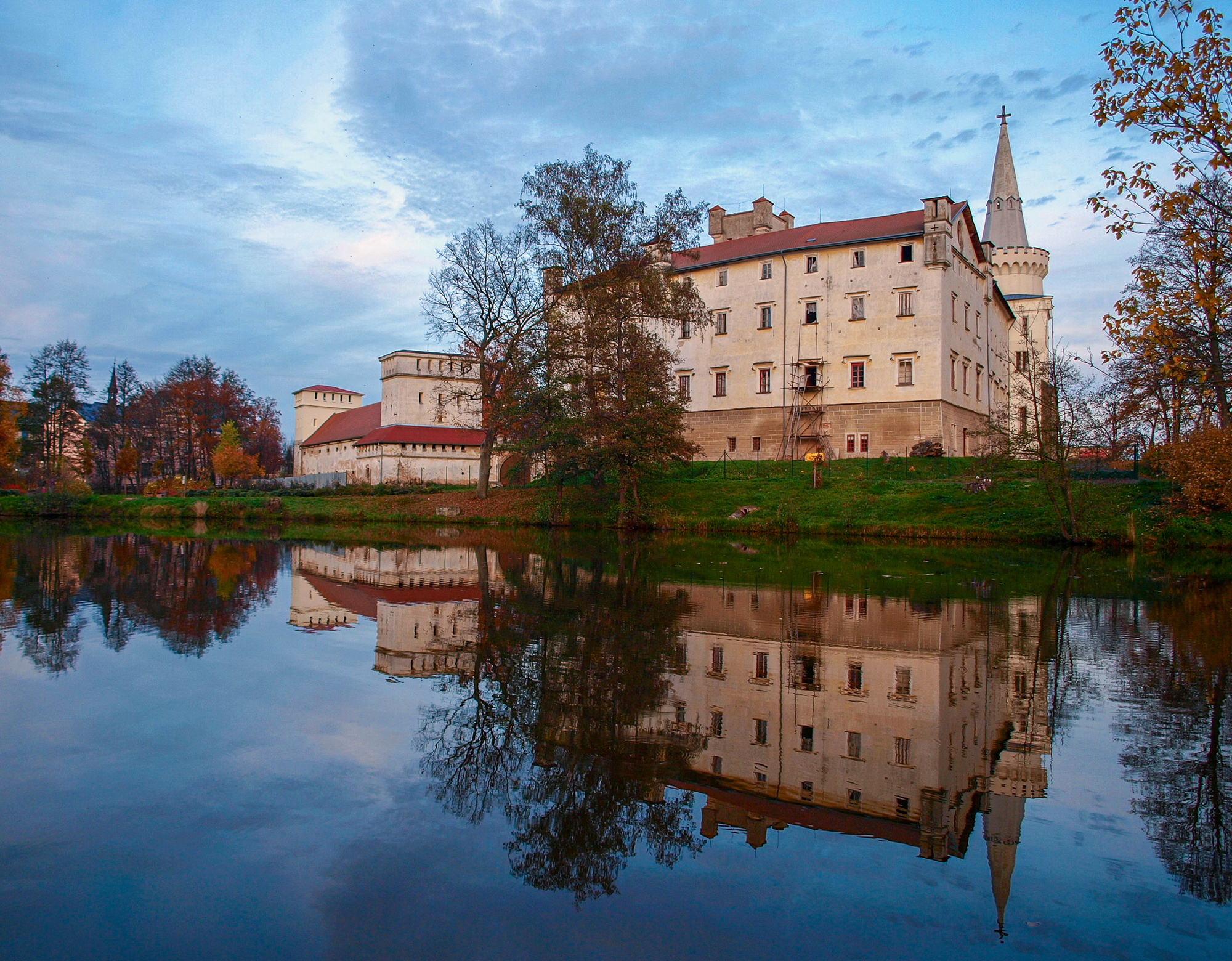
Zámek v Boru u Tachova, jedno z panství rodu

Listinou z roku 1484, která byla dohodou o vzájemném nástupnictví v případě vymření jednoho z obou dohodu uzavírajících rodů, získali Švamberkové po smrti Petra Voka rožmberský majetek. Na krátký čas se tak stali jedním z nejbohatších rodů v Českém království. Jan Jiří ze Švamberka začal v důsledku tohoto velkolepého dědictví užívat nový erb – polcený složený ze švamberské stříbrné labutě v červeném poli a rožmberské červené růže ve stříbrném poli. Švamberkové se zúčastnili stavovského povstání a kvůli tomu došlo ke konfiskaci jejich majetků, byli donuceni k emigraci a v roce 1664 Adamem II. ze Švamberka v mužské linii vymírají. V roce 1665 se díky sňatkové politice s dědičkami stal švamberský erb součástí erbu Paarů.

## Osobnosti
- Ratmír ze Skviřína pravděpodobně založil v roce 1238 minoritský klášter ve Stříbře a hrad Krasíkov, roku 1257 poprvé použil pečeť s erbem labutě na listině týkající se ochrany kláštera Pons Bohemicus. Zúčastnil se tažení Přemysla Otakara II. proti Bélovi IV. v roce 1260.
- Bohuslav I. z Boru zastával za Václava II. úřad plzeňského podkomořího, byl svědkem mnoha významných listin a v roce 1310 byl členem dvanáctičlenného poselstva k římskému králi Jindřichovi VII. ve věci případného sňatku králova syna Jana a poslední dospělé volné Přemyslovny Elišky.
- Bohuslav III. ze Švamberka († 1379/1380), přísedící zemského a dvorského soudu, hejtman Chebska a nejvyšší zemský komorník
- Bohuslav IV. ze Švamberka († okolo roku 1395), vyšehradský purkrabí a správce Chebska
- Bohuslav V. ze Švamberka († okolo 1401), nejvyšší zemský sudí
- Jan I. ze Švamberka († 1409/1410), odpůrce krále Václava IV.
- Bohuslav VI. ze Švamberka († 1425) za panování krále Václava IV. zastával úřad nejvyššího komořího a nejvyššího sudího. Později se přidal na stranu husitů a po smrti Jana Žižky se stal jedním z vůdců povstání. Zemřel v roce 1425 na následky zranění obličeje utrpěného při obléhání Prahy, jeho ostatky pak byly přeneseny do Moravského Krumlova.
- Hynek Krušina ze Švamberka
- Bohuslav VII. ze Švamberka
- Hynek ze Švamberka
- Kryštof I. ze Švamberka († 1534)
- Kryštof II. ze Švamberka, novoutrakvista; Roku 1569 prodal Petru Vokovi panství Bechyně.
- Jindřich III. starší ze Švamberka († 1574) byl syn Kryštofa, známý svou stavební činností, především rozšiřováním Zvíkova.
- Jan Jiří ze Švamberka († 1617) – dědic po Rožmbercích (podle smlouvy uzavřené mezi rody roku 1484), nejvyšší dvorský sudí, nejvyšší zemský komorník, hejtman prácheňského a bechyňského kraje.
- Petr II. ze Švamberka († 1620) – hejtman plzeňského kraje, člen direktoria během českého stavovského povstání, poté nejvyšší dvorský sudí.
- Adam II. ze Švamberka († 1664) – poslední mužský člen rodu.

## Vedlejší větve rodu
Ve čtrnáctém století se rod pánů ze Švamberka rozdělil do mnoha vedlejších větví, ale žádná z nich nedosáhla většího významu a některé po několika málo generacích zanikly. Jejich menší význam se odráží v malém množství historických pramenů, a tím také v často nejasných geneaologických vztazích. Kromě nejasností v rodinných vztazích žila řada dalších osobností užívajících přídomek ze Švamberka, ale do švamberského rozrodu je nelze spolehlivě zařadit. Zatímco sídelními hrady hlavní větve byly Švamberk a Bor, méně významní členové rodu bydleli na menších hradech nebo tvrzích.

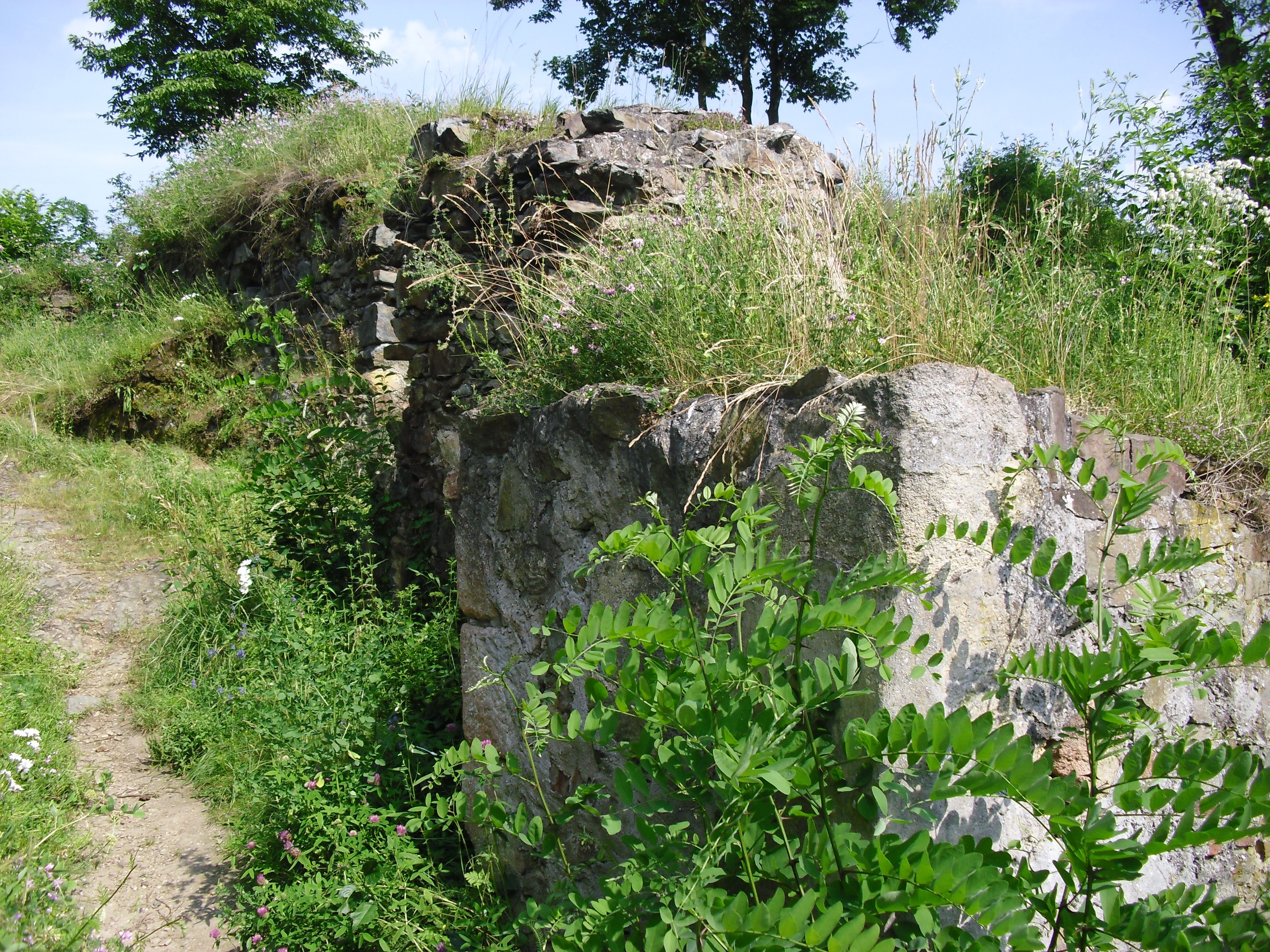
Hrad Věžka

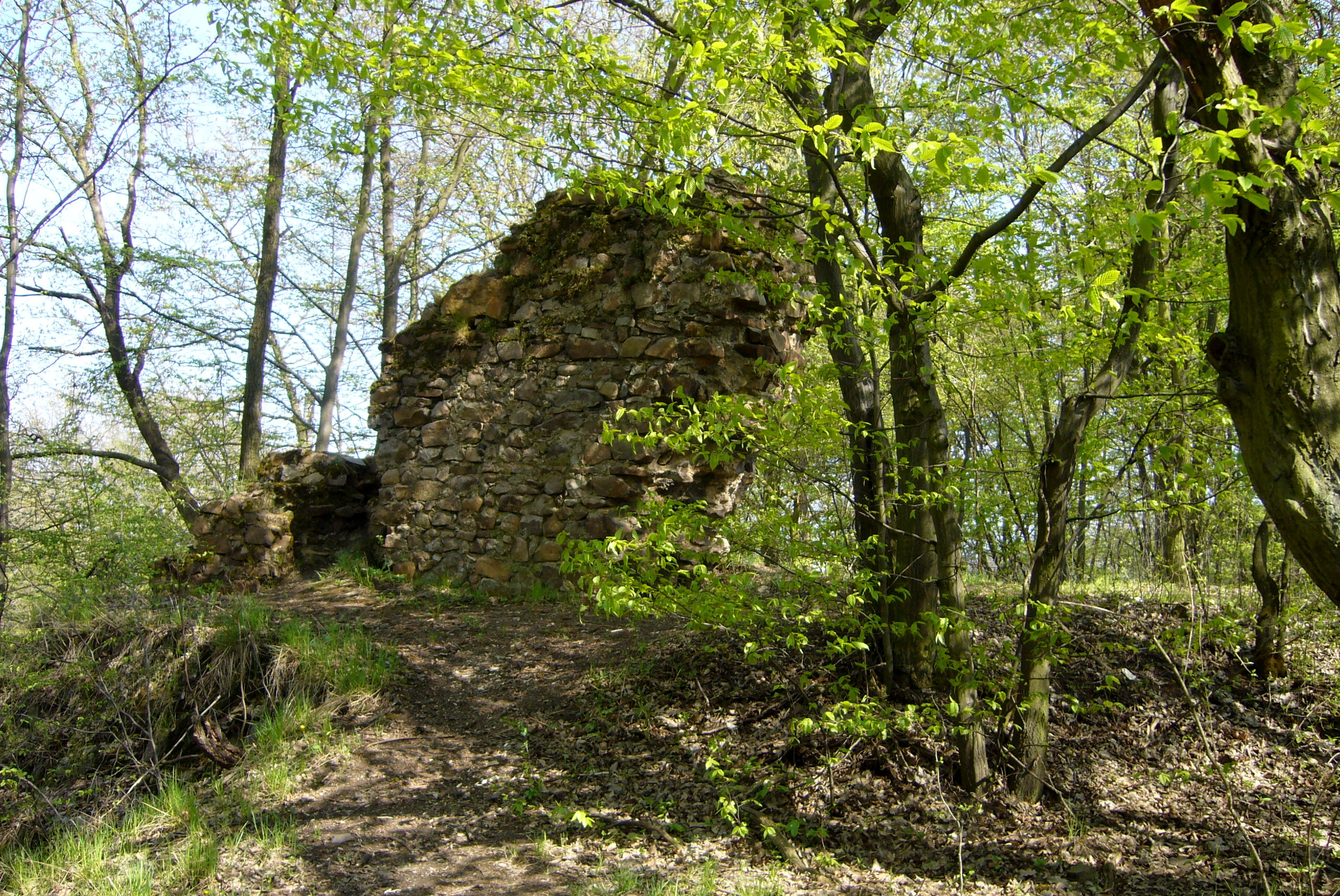
Hrádek nad Klabavou

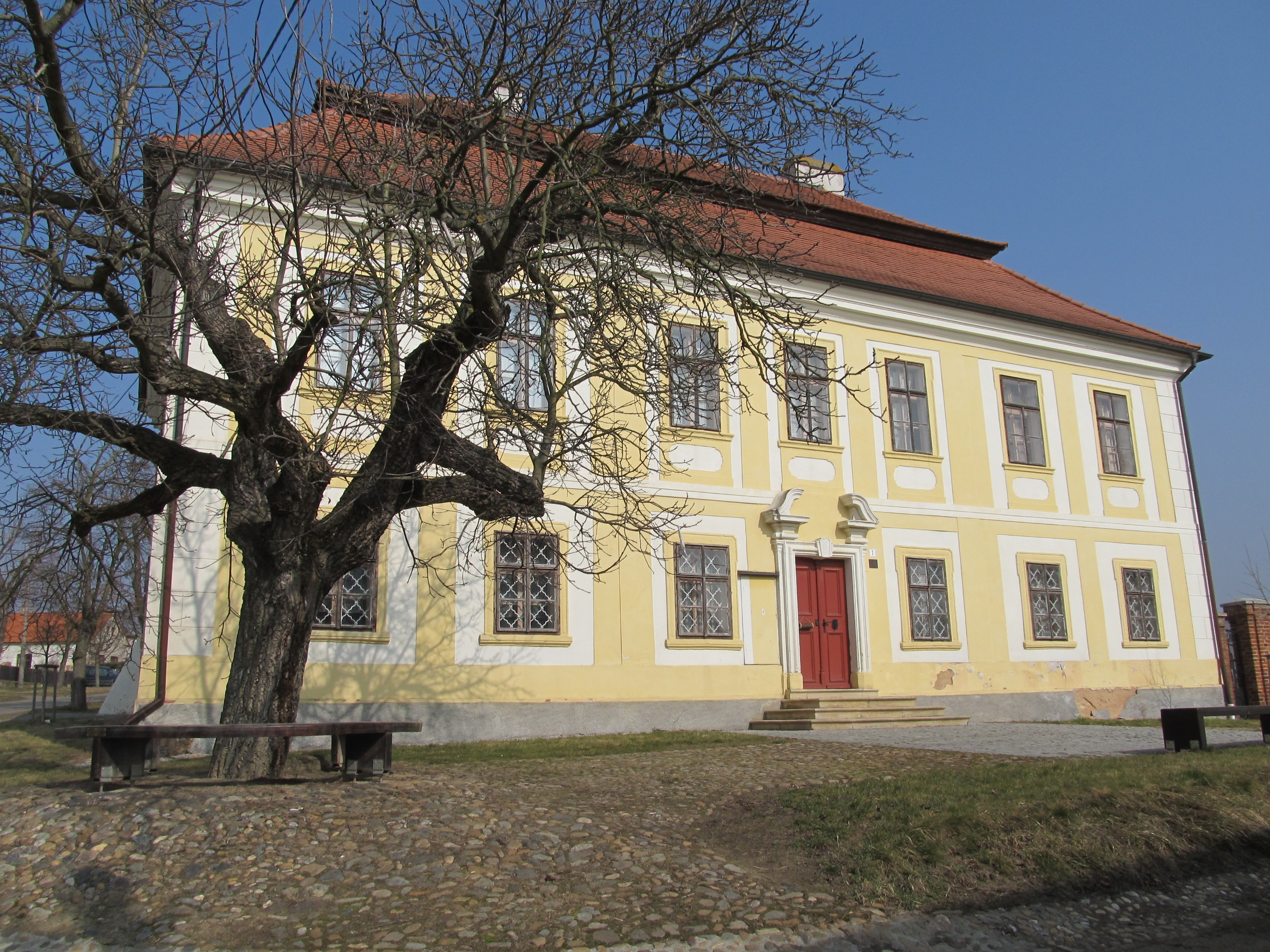
Na místě bušovické tvrze stojí barokní zámek

Lestkovská větevNejstarší vedlejší větví byla větev lestkovská, která svůj přídomek odvozovala od Lestkova. Její nevelké panství roku 1456 tvořilo městečko Lestkov s tvrzí a vesnice Tisvice, Kopačov, Křivoústy a Horní Kozolupy. Za zakladatele větve je považován přimdecký purkrabí Ratmír III. ze Skviřína doložený v letech 1250–1263. Členové rodu často působili v řadách církve a významného postavení na dvoře Karla IV. a děkana vyšehradské kapituly dosáhl Vilém z Lestkova.
Věžecko-svrženská větevDalší větev označovaná věžecko-svrženská se odvozuje od Ratmíra ze Švamberka, jehož syn Racek hrad Věžku založil. Už jeho synové Hynek, Bušek a Ješek hrad vyměnili za Stupno a od roku 1410 do začátku šestnáctého století rod sídlil ve Svržně.
Ejpovická větevMenší ejpovická větev pánů ze Švamberka sídlila na Hrádku nad Klabavou. Prvním jistým příslušníkem větve byl Ctibor ze Švamberka a smrtí jeho syna Jindřicha Labutě ze Švamberka větev roku 1430 vymřela.
Bušovicko-střapolská větevSídlem bušovicko-střapolské větve byla bušovická tvrz. Roku 1398 na ní žil Racek ze Švamberka, kterému patřila také ves Střapole. Racek měl syny Lipolta a Racka, který roku 1413 zastával funkci purkrabího na Krašově.
Muckovská větevMuckovskou větev se sídlem v Muckově u Boru pravděpodobně založil Dobeš II. ze Švamberka, možný bratr Bohuslava II. ze Švamberka. Vesnice jeho potomkům patřila do roku 1486.
Mílkovská větevMílkovci ze Švamberka sídlili ve vsi Mílkov u Lestkova a za jejich předka je považován Jaroslav na Boru († 1345), možný bratr Bohuslava III. Posledním z mílkovských Švamberků byl strakonický velkopřevor Jan Strakonický ze Švamberka.
Hanovci ze ŠvamberkaHanovci ze Švamberka pocházeli z Hanova a jejich prvním známým předkem byl Hynek na Kokašicích a Lomci připomínaný roku 1379. Jeho syn Hynek Hanovec v roce 1410 koupil hrad Třebel Zúčastnil se odboje proti králi Václavovi IV., za což roku 1413 přišel o většinu majetku, ale Třebel se mu podařilo udržet.
Stanská větevVe vsi Stan sídlila nevýznamná stanská větev, jejímž zakladatelem byl Racek ze Stanu, syn Bohuslava I. ze Švamberka, připomínaný ve Stanu v letech 1281–1292.

## Erb
Bílá labuť v červeném poli, popř. labuť se zlatýma nohama a zlatým zobákem na zeleném trojvrší.

## Příbuzenstvo
Spojili se s Rožmberky, Paary, Šternberky, Oppersdorffy, Šelmberky, Pernštejny, Lobkovici či pány z Rožmitálu.